# Alarm für Cobra 11 - Die Autobahnpolizei
Alarm für Cobra 11 - Die Autobahnpolizei er en tysk action tv-serie, der er produceret siden 1996 og som sendes på RTL Television. Serien er skabt af Hermann Joha efter en idé af Claude Cueni. Alarm für Cobra 11 var oprindeligt sat i Berlin, men er siden 1999 sat i området omkring Köln og Düsseldorf.
Indtil videre er der blevet lavet over 370 afsnit i 28 sæsoner. Nye afsnit er siden 2022 blevet produceret udelukkende i spillefilmslængde.

## Handling
Alarm für Cobra 11 handler om to politibetjente, der tilsammen danner Cobra 11-holdet. Enhedens opgave er primært at opklare forbrydelser og fange gerningsmænd, specielt omkring motorvejen.
Størstedelen af afsnittene bruger typiske elementer fra actiongenren, såsom biljagter, skudvekslinger, eksplosioner og slåskampe. Disse scener er ofte omstændelige og spektakulært iscenesat.

## Kritik
Serien er den mest komplekse og dyreste sammenlignet med alle andre produktioner under RTL. Det høje antal af urealistiske stuntscener er en almindelig kritik af serien.
For eksempel sker der tit store eksplosioner efter kun mindre kollisioner. Et andet eksempel på kritikken er, at folk er uskadte efter alvorlige bilulykker, som i virkeligheden ville være fatalt. På trods af de blandende anmeldelser har serien flere gange vundet Taurus World Stunt Awards for Bedste action i en ikke-amerikansk film. Serien vandt senest prisen i 2017.

## Spin-offs
Der er lavet videospil baseret på Alarm für Cobra 11, men ligesom med serien har disse spil generelt fået blandet modtagelser.
I 2002 udkom en spin-off serie ved navn Alarm für Cobra 11 – Einsatz für Team 2. På grund af dens begrænsede succes blev der kun produceret to sæsoner.